# 林雪卿
林雪卿（1952年—），1952年出生於台北縣（現新北市），現居於新北市三峽。其畢業於國立台灣師範大學美術系，與丈夫鐘有輝為大學同學，1970年代與董振平、林昌德、曾曬淑、謝宏達、樂亦萍、崔玉良、黃國全、何麗容和丈夫鐘有輝等共同創立十青版畫會。1989年，獲日本筑波大學藝術研究所藝術學碩士學位，現為台北市立教育大學視覺藝術學系所的專任教授，並於國立臺灣藝術大學版畫藝術研究所兼任。她曾經獲得台灣省全省美展版畫首獎、中華民國畫學會金爵獎、北京－台北版畫大展傑出獎與中華民國版畫學會金璽獎等，現為中華民國版畫學會的理事。

## 研究方向
對各種版畫製作皆有研究及體驗，為台灣研究電腦輔助版畫的教學先驅。是目前台灣少數專精各種現代版畫材料技法人才，也是少數從事版畫藝術創作的女性藝術教育工作者。平時除創作與研究外，更致力於推廣台灣現代版畫藝術教育。先後發表數篇論文，如:1994年之「台灣地區國民小學版畫教育之教學實況調查與時代意義」、1996年的「現代版畫教學研究」以及2000年的「電腦輔助現代版畫創作」等。

## 創作風格
其創作多以版畫為主，或以版畫的技巧延伸而成，有時會以版畫的凹凸板做為畫布使用，使畫面呈現特別的肌理效果。其作品也經常出現屬於大自然的元素，例如宇宙、天地、潮汐或朔望等。早期熱愛將蝶類入畫， 擷取蝶類蛻變的過程作為象徵。近期作品則以木紋的圖形為大宗，層層疊疊的波紋有如天空，又似海洋或光波，甚至有大氣流動之感。